# Xanthopimpla furcata
Xanthopimpla furcata är en stekelart som beskrevs av Chao 1997. Xanthopimpla furcata ingår i släktet Xanthopimpla och familjen brokparasitsteklar. Inga underarter finns listade i Catalogue of Life.